# 黑鐵弘
黑鐵弘（日语：黒鉄ヒロシ，1945年8月3日—），日本漫畫家，本名竹村弘。

## 經歷
高知縣高岡郡佐川町出身，私立土佐高校畢業，武藏野美術大學商業設計科肄業。1968年以《山賊の唄が聞こえる》出道。
1987年獲第18屆講談社出版文化賞插畫賞，1997年以《新選組》獲第43屆文藝春秋漫畫賞，1998年以《坂本龍馬》獲第2屆日本新媒體動漫藝術節漫畫部門大賞，2002年以《赤兵衛》獲第47屆小學館漫畫賞審査委員特別賞。
2004年獲日本政府頒發紫綬褒章。

## 筆名
黑鐵弘之名源自其老家司牡丹酒造的屋號「黑金屋」。